# Dalagård
Dalagård är en sjö i Vellinge kommun i Skåne och ingår i Nybroån-Sege ås kustområde.